# Bembidion luculentum
Bembidion luculentum är en skalbaggsart som beskrevs av Thomas Casey. Bembidion luculentum ingår i släktet Bembidion och familjen jordlöpare. Inga underarter finns listade i Catalogue of Life.